# Митьєць
Митьє́ць (рос. Мытьец) — селище у складі Нагорського району Кіровської області, Росія. Входить до складу Синьогорського сільського поселення.
Населення становить 18 осіб (2010, 142 у 2002).
Національний склад станом на 2002 рік — росіяни 95 %.